# The Convention Conundrum
"The Convention Conundrum" é o décimo quarto episódio da sétima temporada da sitcom estadunidense The Big Bang Theory, e o de número 149 da série em geral. Ele foi transmitido pelo canal CBS em 30 de janeiro de 2014. O episódio conta com as participações de James Earl Jones e Carrie Fisher. Em contraste com as demais estrelas convidadas anteriormente, Jones se agrada com a presença de Sheldon (Jim Parsons) e a trama principal é centrada na noite que ambos têm. Fisher aparece quando Jones sugere que eles batem na sua porta e fogem. O episódio recebeu altas notas e, principalmente, críticas positivas, com muitos elogios para as aparições dos convidados.

## Produção

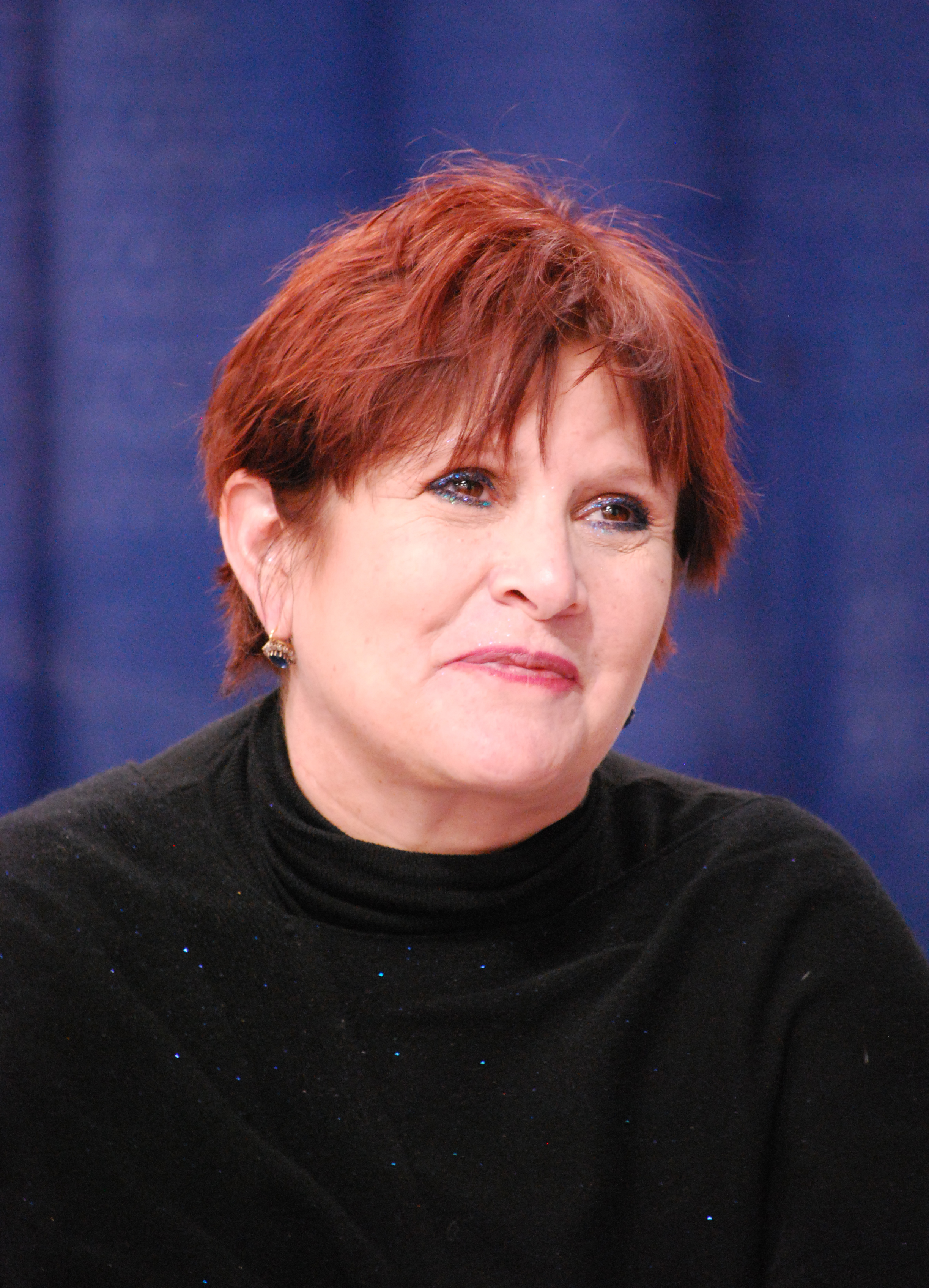
Carrie Fisher, que interpretou a Princesa Leia em Star Wars, faz uma aparição neste episódio.

O episódio apresenta as estrelas convidadas James Earl Jones e Carrie Fisher, os atores da série de filmes Star Wars. O primeiro anúncio da participação deles no show ocorreu em 12 de janeiro de 2014. No dia seguinte, Steve Molaro revelou o básico do enredo do episódio, embora ele tenha recusado a explicar exatamente o quanto de "muito pequeno, muito engraçado e por parte muito estranho" seria Fisher" O episódio foi filmado no dia 21 de janeiro de 2014. Na vida real, James Earl Jones disse ser um "bom desporto" quando ele encontra um fã de Star Wars, semelhante ao seu personagem no episódio. Jim Parsons descreveu James Earl Jones como "muito louco" e disse que "não há uma forma em que você não possa, nem sequer, perceber a quantidade de trabalho que ele fez."
"The Convention Conundrum" é o primeiro episódio a creditar Kaley Cuoco, que interpreta Penny, como Kaley Cuoco-Sweeting. Ela se casou com Ryan Sweeting em 31 de dezembro de 2013; este foi o terceiro episódio que foi ar após o seu casamento.

## Enredo
Leonard (Johnny Galecki), Sheldon, Raj (Kunal Nayyar) e Howard (Simon Helberg) estão no apartamento de Leonard e Sheldon à espera do início das vendas on-line dos ingressos para a Comic-Con. Depois de dez minutos de tentativas, Leonard finalmente chega na fila, mas é o 15211º colocado. Os ingressos se esgotam e os quatro ficam desapontados por não poder participar, especialmente porque eles terem passado tanto tempo fazendo suas fantasias, com a intenção de representar diferentes versões do Hulk, interpretado por Lou Ferrigno, Eric Bana, Edward Norton e Mark Ruffalo.
Sheldon decide criar sua própria Comic-Con e tenta convencer várias celebridades a comparecer, incluindo Stan Lee, Bill Nye, o Cara Ciência, Leonard Nimoy e Wil Wheaton. Já que alguns dos nomes tem ordens de restrição, como Lee, Nimoy e Nye, ele pede que Leonard os contrate. Sheldon então descobre que James Earl Jones, a quem reverencia por interpretar o vilão Darth Vader em Star Wars, está indo para um restaurante de sushi, ele vai encontra-lo.
Ao contrário de muitas celebridades que encontram com Sheldon, James Earl Jones congratula-se com a sua companhia e os dois passam a noite a fazer diversas atividades, eles vão para uma sorveteria, um carnaval, um clube de strip e uma sauna. Sheldon faz algumas perguntas para Jones sobre ele mesmo e descobre que esteve em um mutismo seletivo durante oito anos, que ele foi um pré-medico na faculdade e que o designer de som Ben Burtt utilizou equipamento autônomo para criar o som da respiração do Darth Vader. Eles também cantam em um clube de karaokê e brincam com Carrie Fisher, batendo na porta dela e fugindo. No final da noite, James Earl Jones descobre que Sheldon e seus amigos não conseguiram obter os ingressos para a Comic-Con, ele, então, convida-los.
Enquanto isso, Leonard, Raj e Howard tentam resolver seus problemas comprando bilhetes ilegais. Eles arranjam um cambista para os encontrar no apartamento de Leonard, mas eles começam a ficar preocupado quando Sheldon começa a falar que eles podem ser enquadrados por pequenos furtos. Eles apagam as luzes e permanecem em silêncio quando escutam o cambista chegando.
Penny (Kaley Cuoco-Sweeting), Amy (Mayim Bialik) e Bernadette (Melissa Rauch) vão para a sala de chá em uma tentativa de se sentirem mais adultas. Na sala de chá, elas descobrem que só tem mães e seus filhos e então vão para um bar. Elas discutem como não se sentem crescidas e como ser adulto não é necessariamente uma coisa boa.

## Repercussão

### Audiência
Na noite do dia 30 de janeiro de 2014, primeira transmissão, às 20 horas, o episódio foi assistido por 19,05 milhões de lares nos Estados Unidos. Incluindo 5,70 de espectadores assistindo no DVR, o episódio foi assistido por 24.75 milhões de telespectadores no total. Ele recebeu uma classificação de 11,3 em 14 no Nielsen Ratings, e 5.2 em 15 para os telespectadores de 18 a 49 anos. Foi o episódio mais assistido da noite.
No Canadá, o episódio foi transmitido pela CTV Television Network simultaneamente como os Estados Unidos e foi assistido por 4,38 milhões de telespectadores, ficando em terceiro lugar em ambos canais canadense e na CTV naquela semana. Na Austrália, o episódio foi transmitido pela primeira vez na Nine Network em 25 de março de 2014, e foi assistido por 994 mil famílias. Ele foi classificado em terceiro lugar na rede naquela noite e o oitavo na tv a cabo. No Reino Unido, o episódio foi ao ar em 1 de maio de 2014 pelo E4 e foi assistido por 1,84 milhões de espectadores (segundo BARB), classificando na primeira colocação da semana no canal; o episódio teve a 0,46 milhões de espectadores no E4+1, dando a este um total de 2,31 milhões de espectadores.

### Comentários

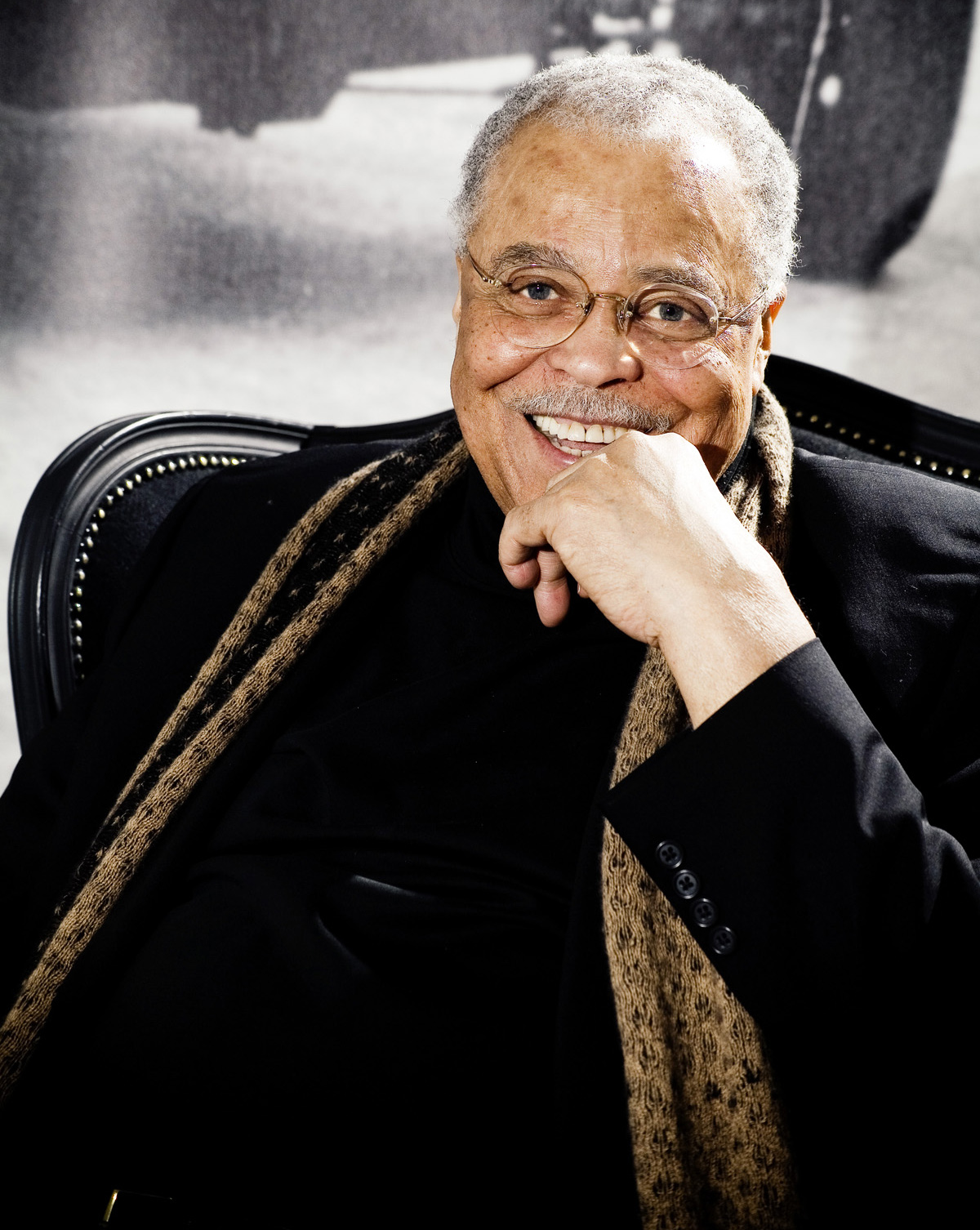
A performance de James Earl Jones foi bem recebida.

O episódio recebeu críticas em sua, maior parte, positivas, com muitos críticos elogiando as aparições de James Earl Jones e Carrie Fisher. Jesse Schedeen da IGN classificou o episódio em oito de 10, resumindo que "Quando se trata de celebridades convidadas, James Earl Jones elevou o nível de Teoria do Big Bang na semana." Oliver Sava do The A.V. Club deu ao episódio um B, elogiando o show, complementando este por ter o suficiente da "moeda de nerd" para garantir dois astros convidados de alto perfil em um episódio; Jason Hughes do The Huffington Post concordou, descrevendo o episódio como "um dos melhores usos de celebridades convidadas que já vimos na televisão."
 Billy Nilles do Zap2it disse: "Jones provou ser um poderoso ator de comédia."
Carla Dias do TV Fanatic deu ao episódio uma análise muito positiva, descrevendo-o como "de longe o episódio mais engraçado da temporada" e dando-lhe uma classificação de editor de 4.9 em 5. Tom Eames, da Digital Spy, deu uma revisão mista. Ele elogiou o cold open e descreveu a "surpresa aparição" de Carrie Fisher como "muito legal". No entanto, ele disse que a subtrama das garotas em agir como adultas "foi um pouco demasiada" e pensou que a subtrama do bilhete escalpelado foi "acabou sem uma conclusão", foi "uma vergonha."
No entanto, Robin Pierson da TV Critic classificou o episódio em 40 de 100, descrevendo-o como "um clássico ruim de Big Bang Theory". Pierson disse: "é uma história como esta que torna um pouco mais difícil de acreditar em Sheldon" e sugeriu que Sheldon deveria "aproveitar alguma coisa com essa experiência". Pierson também não gostava da subtrama das garotas, como isso não levou "em qualquer lugar" e descreveu os rapazes como "covardes."